# Appiano sulla Strada del Vino

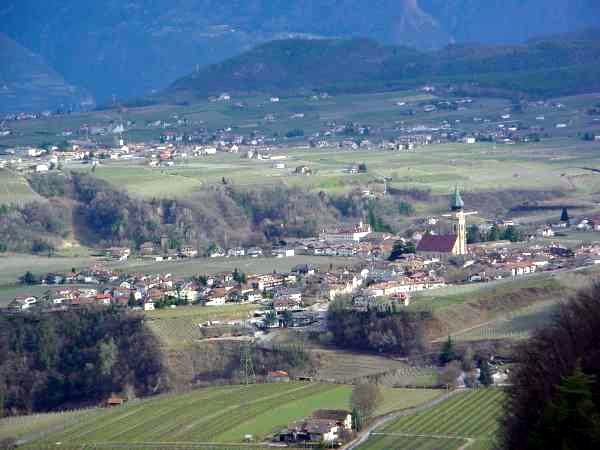
Le frazioni di San Paolo (in primo piano) e Cornaiano, viste da castel Boymont

Appiano sulla Strada del Vino (Eppan an der Weinstraße in tedesco) è un comune italiano sparso di 15 005 abitanti della provincia autonoma di Bolzano in Trentino-Alto Adige.
La sede municipale è nella frazione di San Michele (St. Michael in Eppan).

## Geografia fisica
Appiano sulla Strada del Vino è anche denominata la "Terra dei castelli, laghi e vini" (in tedesco Eppan – Burgen, Seen, Wein) ed è situata a pochi chilometri da Bolzano. È zona nota per i suoi vini pregiati e ampi frutteti attorno alle diverse località che compongono questo comune.
180 tra fortezze, castelli e manieri caratterizzano il paesaggio di Appiano e dintorni lungo la Strada del Vino: una vasta zona coltivata a vigna, la più estesa dell'intero Alto Adige, nella quale s'inseriscono nove paesi vinicoli.
Sul territorio comunale si trovano i due laghi di Monticolo ("Grande" e "Piccolo"), di origine glaciale. Hanno uno scarso ricambio d'acqua a causa della mancanza di veri e propri immissari.

## Origini del nome
Il toponimo è attestato per la prima volta da Paolo Diacono attorno al 590 come "Appianum", quando i Franchi occuparono la zona allora appartenente al ducato longobardo di Trento. Il primo abitante di Appiano di cui si sa il nome, è un tale Fritari de Apiano, nominato nel 845 in una disputa rogata a Trento e chiamato teutiscus (tedesco). Altre menzioni sono del 1116 come "de Piano", del 1139-1145 come "de Ebpan", del 1169 come "Eppan" e del 1240 come "de Apiano". Il toponimo deriva presumibilmente dal nome di persona romano Appius o Appianus.
Attorno al 1800 una fonte tedesca riporta la forma Deutschmichael auf dem Eppan (traducibile in "San Michele tedesco presso Appiano"), contrapposta al Welschmichael (San Michele italiano) da riferirsi a San Michele all'Adige nel vicino Trentino.

## Storia

### Origine
La ricerca archeologica ritiene che il paese sia un importante insediamento già della cultura di Luco-Meluno.
Il primo personaggio, menzionato dalle fonti documentali, è un tal Fritari de Apiano, elencato assieme a un Launulfus de Baovarius nel placito notarile redatto a Trento nell'845. Questo farebbe intendere che nel primo medioevo, in seguito alle invasioni barbariche vi sia presente un'immigrazione di Baiuvari.
Con l'accordo di pace di Schönbrunn il 14 ottobre 1809 Appiano, assieme alla parte meridionale del Tirolo, viene annessa al Regno d'Italia e aggregata al dipartimento dell'Alto Adige e la lingua italiana diviene lingua amministrativa.
Dopo la sconfitta di Napoleone (1813) Appiano torna all'Impero austriaco.
Nel frattempo, nel 1810, venne istituito il comune di Appiano, soppresso nel 1817 e nuovamente istituito nel 1849.
Nel 1919, in seguito alla prima guerra mondiale, viene annesso assieme a tutto il Tirolo meridionale, al Regno d'Italia.
Dall'8 settembre 1943, in seguito all'occupazione nazista, rientra nella Zona d'operazioni delle Prealpi.
Nel 1973 il comune aggiunge al proprio nome la dicitura "sulla Strada del Vino".

### Simboli
Lo stemma comunale riprende l'emblema di Castel d'Appiano, di proprietà dei conti di Appiano (Grafen von Eppan) fin dal XII secolo. Viene raffigurata nella parte sinistra mezza stella ad otto raggi e la luna crescente a destra, entrambe di colore oro su sfondo azzurro. Lo stemma è stato adottato nel 1967.

## Monumenti e luoghi d'interesse

### Architetture religiose
- Chiesa della Conversione di San Paolo nella frazione di San Paolo

### Architetture civili
- Castel d'Appiano
- Castel Englar
- Castel Freudenstein
- Castel Gandegg
- Castel Matschatsch

### Architetture militari
Ad Appiano si trovava la caserma Arturo Mercanti eretta nella seconda metà degli anni Trenta; venne dismessa e ceduta definitivamente alla Provincia di Bolzano nel giugno 2013, secondo il III accordo di programma per l'attuazione di intesa firmata dall'allora Ministero della Difesa e dalla Provincia autonoma di Bolzano nel 2007.

### Siti archeologici
È stata rinvenuta una villa romana risalente al IV secolo d.C., gli scavi archeologici hanno avuto inizio nel 2005 e sono terminati nel 2010 e la villa verrà aperta al pubblico.

## Società

### Evoluzione demografica
Abitanti censiti

### Etnie e minoranze straniere
Secondo i dati ISTAT al 31 dicembre 2015 la popolazione straniera residente era di 1 257 persone. I paesi di provenienza maggiormente rappresentati in base alla loro percentuale sul totale della popolazione residente erano:
1. Germania 202 (1,37%)
2. Albania 155 (1,05%)
3. Slovacchia 117 (0,79%)
4. Austria 81 (0,55%)
5. Ungheria 73 (0,49%)
6. Kosovo 66 (0,45%)
7. Polonia 61 (0,41%)
8. Romania 56 (0,38%)
9. Marocco 52 (0,35%)
10. Macedonia del Nord 51 (0,35%)

### Lingue e dialetti
La popolazione è in maggioranza germanofona, così ripartita negli ultimi censimenti:
| Ripartizione linguistica | 1971   | 1981   | 1991   | 2001   | 2011   | 2024   |
| ------------------------ | ------ | ------ | ------ | ------ | ------ | ------ |
| Madrelingua italiana     | 12,54% | 10,96% | 10,23% | 12,47% | 13,29% | 15,36% |
| Madrelingua tedesca      | 87,24% | 88,72% | 89,27% | 87,16% | 86,23% | 84,17% |
| Madrelingua ladina       | 0,22%  | 0,33%  | 0,50%  | 0,37%  | 0,48%  | 0,47%  |

## Economia
Le attività economiche principali sono:
- il turismo (primaverile e estivo, prevalentemente a conduzione familiare con forte ricorso a manodopera straniera),
- l'industria artigianale,
- nonché l'attività agricola legata ai vigneti e meleti.

Circa un terzo degli abitanti che lavorano hanno un impiego nella vicina Bolzano, capoluogo di provincia.

### Turismo

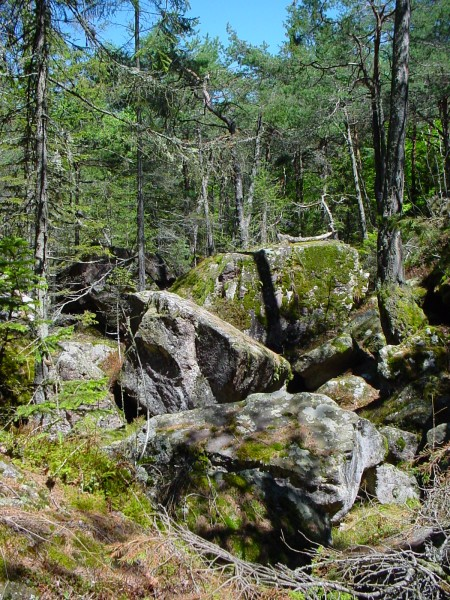
Le Buche di ghiaccio di Appiano

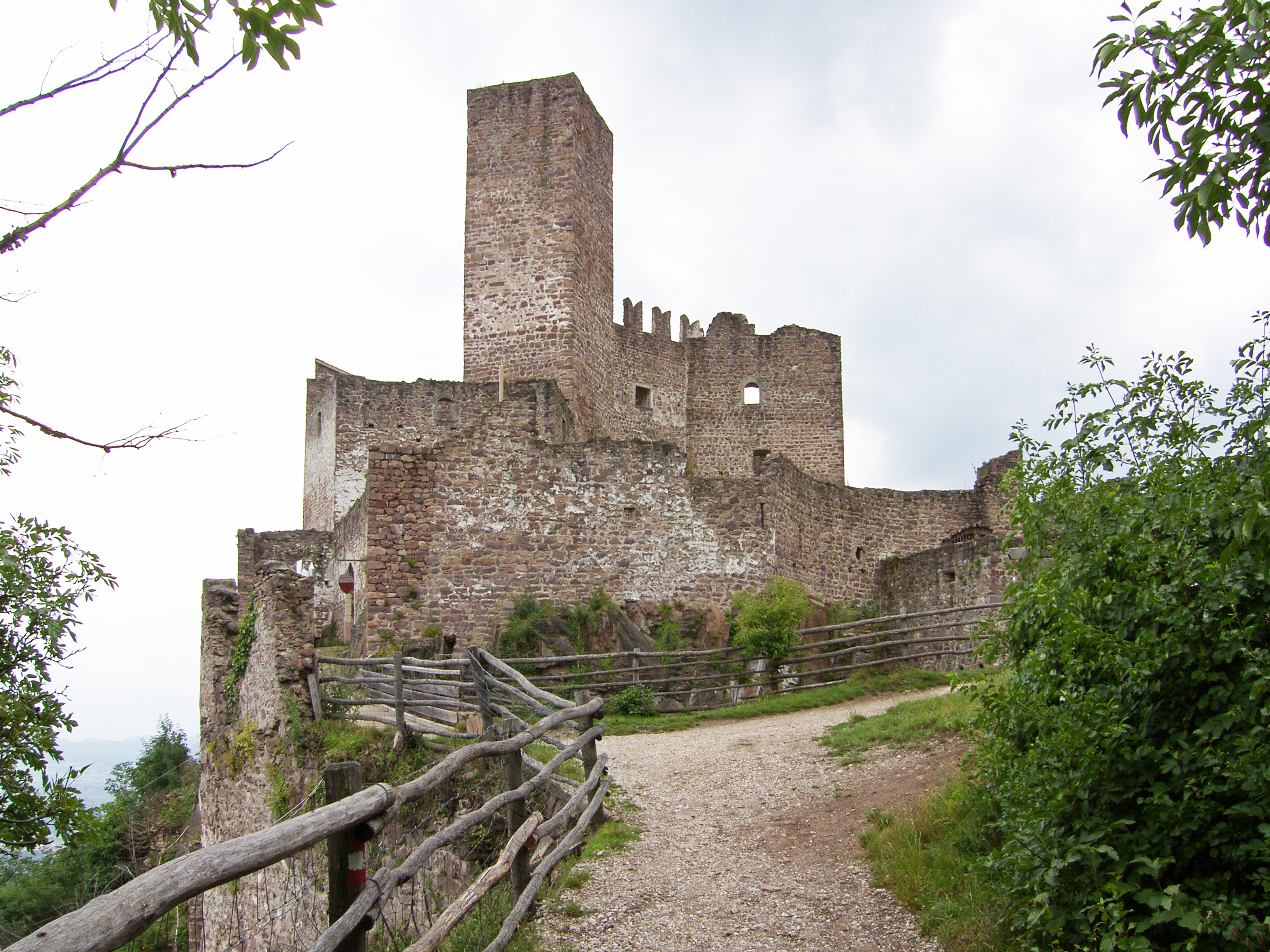
Il Castel d'Appiano

Interessanti i castelli (Castello di Altenburg, Castel Appiano, Castel Corba, Castel Boymont, Castel Lodrone, Castel Moos), in parte visitabili e le cantine vinicole.
I laghi di Monticolo sono balneabili (divieto di navigazione ai natanti a motore o vela), in inverno capita sovente che il lago ghiacci abbastanza da poter praticare il pattinaggio per qualche settimana.
Sia d'estate che d'inverno i laghi di Monticolo sono meta di molti bolzanini. Infatti attraverso un sentiero si può scendere a Vadena nella valle dell'Adige (circa 30 minuti dal Lago Grande di Monticolo). Altri sentieri portano (a ovest) sulla Catena della Mendola (circa 1500 m di dislivello, circa 4 ore).
Si possono ammirare nei dintorni anche le Buche di ghiaccio, particolare monumento naturale detto Buche di ghiaccio di Appiano.

### Artigianato
Per quanto riguarda l'artigianato, importante e rinomata è la produzione di mobili in legno, oltre all'attività di bottaio.

## Infrastrutture e trasporti

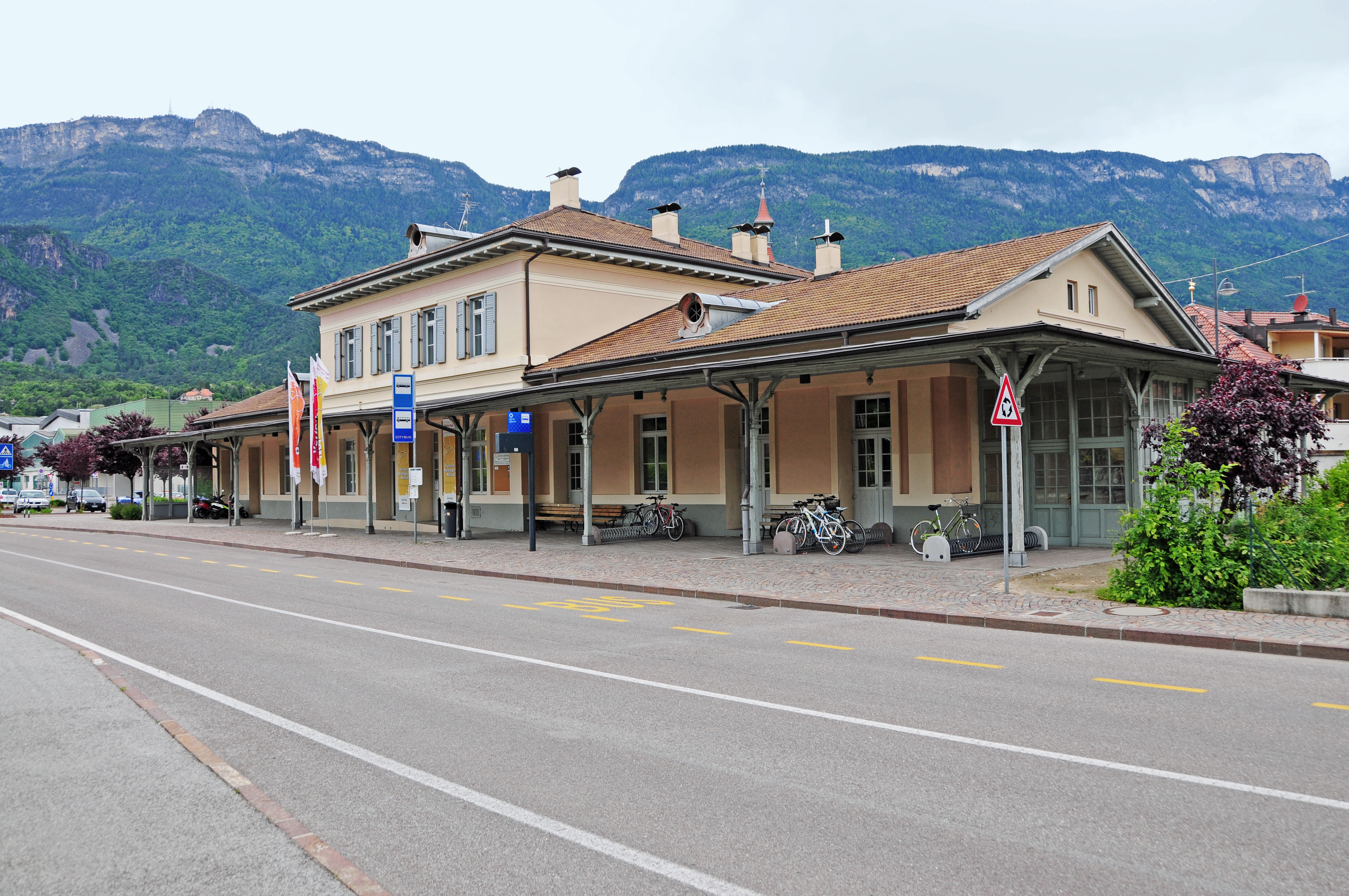
L'ex stazione di Appiano-Cornaiano, sulla Ferrovia Bolzano-Caldaro

Il paese si trova lungo la Strada del Vino dell'Alto Adige, un percorso pubblicizzato con appositi cartelli, lungo il quale insistono valori naturali, culturali e ambientali, vigneti e cantine di aziende agricole singole o associate aperte al pubblico. Accanto a questa, transita la ciclabile dell'Oltradige.
Fra il 1903 e il 1971 la località era inoltre servita dalla stazione di Appiano-Cornaiano e dalle fermate di Ganda e San Paolo, poste lungo la ferrovia Bolzano-Caldaro.

## Sport
Nel territorio di Appiano sulla Strada del Vino (precisamente in località Rungg - Maso Ronco) sorge il FCS Center, centro di allenamento e sede amministrativa del Südtirol, maggior club calcistico della città di Bolzano e dell'Alto Adige. Il comune è arrivato inoltre ad esprimere fino a quattro società calcistiche militanti nei campionati federali, ovvero AFC Eppan, AFC Frangart, AFC Girlan e AFC St. Pauls; nessuna di esse si è mai spinta oltre le divisioni dilettantistiche regionali. Dal 2023 Eppan e Frangart si sono fuse nell'ASV Fussball Überetsch.
La squadra di pallamano dell'Eppan vanta quale maggior successo in Serie A, la massima serie nazionale.
La squadra di hockey su ghiaccio, l'Hockey Club Eppan-Appiano, ha al suo attivo alcune partecipazioni al campionato di massima serie italiano.

## Amministrazione
| Periodo  | Periodo   | Primo cittadino | Partito                        | Carica  | Note   |
| -------- | --------- | --------------- | ------------------------------ | ------- | ------ |
| nel 1956 |           | Fritz Dellago   |                                | Sindaco |        |
| nel 1980 |           | Erwin Walcher   |                                | Sindaco |        |
| 2005     | 2010      | Franz Lintner   | SVP                            | Sindaco | [ 30 ] |
| 2010     | 2015      | Wilfried Trettl | lista civica Bürgerliste Eppan | Sindaco | [ 30 ] |
| 2015     | 2020      | Wilfried Trettl | lista civica Bürgerliste Eppan | Sindaco | [ 30 ] |
| 2020     | in carica | Wilfried Trettl | lista civica Bürgerliste Eppan | Sindaco | [ 30 ] |